# حلوة لاتروبية
حلوة لاتروبية (الاسم العلمي: Glycine latrobeana) هي نوع من نباتات تتبع جنس الحلوة من الفصيلة البقولية.